# Người Yamato
Người Đại Hòa (大和民族 Yamato minzoku, Đại Hòa dân tộc) và Hòa nhân (和人 (Hòa Nhân) Wajin) là tên cho nhóm dân tộc bản địa ở Nhật Bản. Thuật ngữ xuất phát từ cuối thế kỷ 19 để phân biệt với cư dân ở nội địa (Nhật Bản) với các nhóm dân tộc nhập cư cư trú các khu vực ngoài Nhật Bản như người Ainu, người Lưu Cầu (Ryukyu), người Nivkh, người Orok, cũng như người Triều Tiên, người Đài Loan, và thổ dân Đài Loan kết hợp thành Đế quốc Nhật Bản trong đầu thế kỷ 20.